# قشرة محيطية

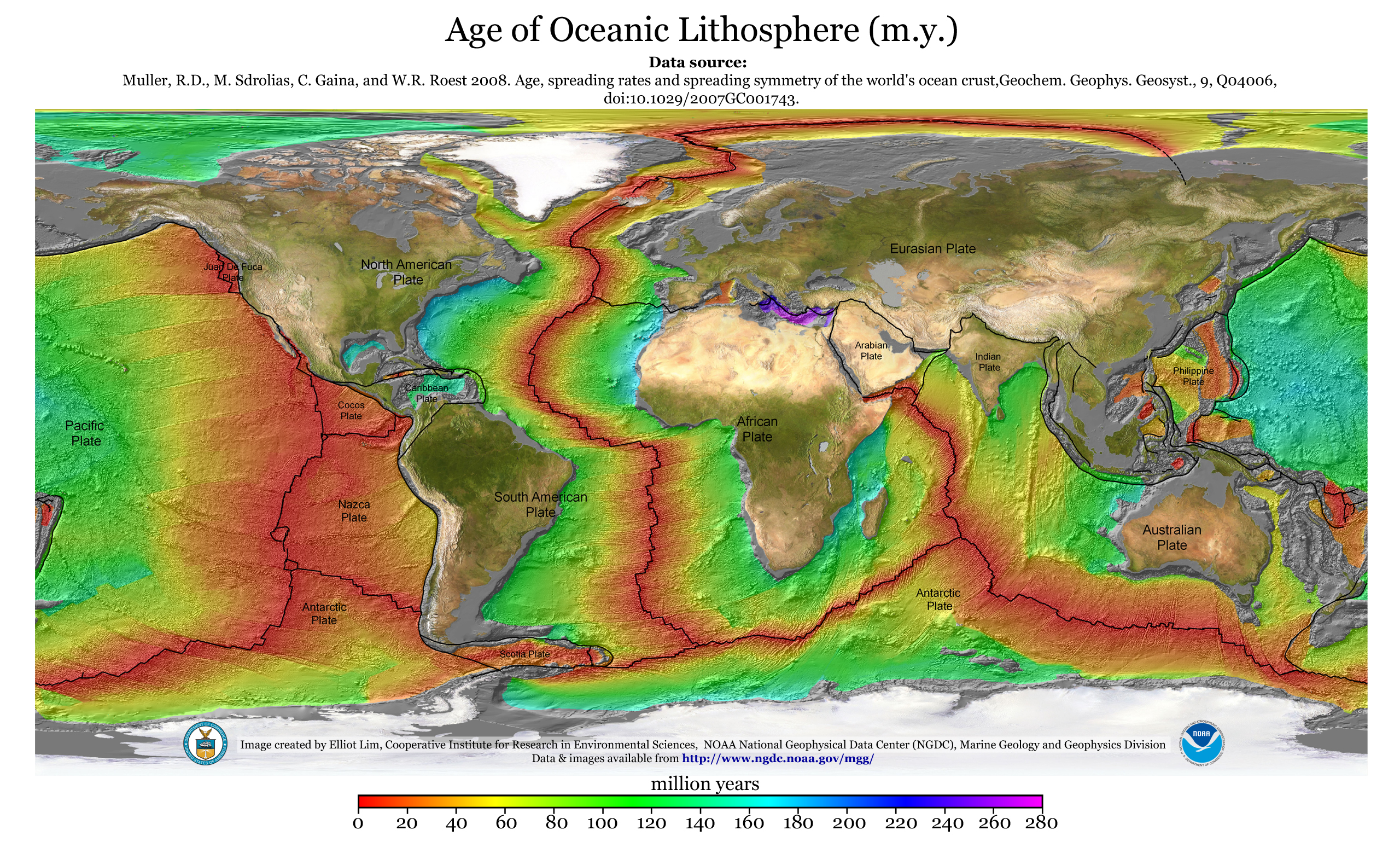
توضح الصورة أعمار الصخور في القشرة المحيطية حيث يشير اللون الأحمر إلى أحدث صخور واللون الأحمر إلى أقدم صخور.

القشرة المحيطية (بالإنجليزية: Oceanic crust)‏ هي جزء من غلاف الأرض الصخري ويُشكل قيعانالمحيطات. وتسمى أيضاً سيما لأنها تتكون بشكل رئيسي من المعادن القاتمة الغنيّة بالحديد والمغنيسيوم. والقشرة المحيطية أقل سماكة من القشرة القارية، عموماً أقل من (10 كم)، ومع ذلك تكون كثافة القشرة المحيطية أعلى حيث تصل إلى 2.9 غ/سم³. على عكس القشرة القارية التي يَبلغ كثافتُها 2.7 غ/سم³.

## التركيب
على الرغم من أنه لم يتم الحفر حتى الآن في القشرة المحيطية من قِبل الجيولوجيين إلا أنهم يملكون بعض الأدلة التي تساعدهم على فهم قاع المحيط. وتستند هذه الأدلة على تقديرات عملية تحليل الأفيوليت (أقسام القشرة المحيطية التي يتم الحفاظ عليها في القارات)، عن طريق مقارنة البناء الزلزالي للقشرة المحيطية مع تحديدات السرعات السيزمية في الصخور المعروفة والعينات المُستخرجة من المحيط عن طريق الغواصات. والقشرة المحيطية أبسط بكثير من القشرة القارية، وعموماً يُمكن تقسيم القشرة المحيطية إلى ثلاثة طبقات:
- الطبقة الأولى: ومعدل سماكتُها 0.4 كم، ويتألف من رواسب غير مُجمعة شبه صلبة. وعادة ما تكون طبقة رقيقة وغير موجودة بالقرب من ظهر المحيط ويزداد سماكة بعيداً عن ظهر المحيط.
- الطبقة الثانية: ويمكن تقسيمها إلى قسمين 2A وسمكه 0.5 كم وهي طبقة بركانية من البازلت، والقسم 2B وسمكها 1.5 كم وهي طبقة سميكة تتكون من جيوب نافذة من الديابيز.
- الطبقة الثالثة: وهي مكان للتبريد البطيء للماغما تحت السطح، ويتكون من صخور الغابرو والمافية والحبيبات الخشنة. وهو يُشكل أكثر من ثلثي حجم القشرة المُحيطية؛ بما يقارب 5 كم.

### الجيوكيمياء
الصخور البركانية الأضخم في قاع المحيط هي البازلت في ظهر المحيط والتي هي مستمدة من الصهارة ثولييتية منخفضة البوتاسيوم. هذه الصخور لها تركيزات منخفضة من عناصر كبيرة من أيونات الليثوفيل (LILE)، وعلى ضوء العناصر الأرضية النادرة (LREE)، والعناصر المتطايرة وغيرها من العناصر غير متماثلة إلى حد كبير. ويمكن العثور على البازلت المخصب مع عناصر غير متماثلة لكنها نادرة وأحياناً ترتبط مع نقاط ساخنة بظهر المحيط، مثل المنطقة المحيطة بأرخبيل غالاباغوس، وآيسلندا، والأزور.